# Zygmunt Wygocki
Zygmunt Wygocki (ur. 21 kwietnia 1911 w Berlinie, zm. 7 kwietnia 1995 w Chicago) – polski historyk emigracyjny. 

## Życiorys
Absolwent historii na Uniwersytecie Poznańskim w 1935. Uczestnik kampanii wrześniowej. Następnie w Oflagu VII A w Murnau. Po 1945 pozostał na emigracji, pracując w Niemczech. Od 1950 w USA. Doktorat z historii (Gniezno i powiat gnieźnieński w powstaniu wielkopolskim 1918–1919) obronił w 1979 na Polskim Uniwersytecie na Obczyźnie w filii w Chicago pod kierunkiem Wacława Jędrzejewicza. W latach 1978–1983 wykładowca historii nowożytnej, 1983–1985 historii gospodarczej na Polskim Uniwersytecie na Obczyźnie w filii w Chicago. W latach 1970–1974 był prezesem Prezes Polskiego Związku Ziem Zachodnich w Ameryce. 

## Publikacje
- Gniezno i powiat gnieźnieński w powstaniu wielkopolskim 1918–1919, Poznań: Instytut Zachodni 1988.

## Odznaczenia
- Krzyż Oficerski Orderu Odrodzenia Polski (9 czerwca 1986, za wieloletnią pracę niepodległościową i obronę praw Narodu Polskiego w Stanach Zjednoczonych Ameryki Północnej)[1]